# Yayas de Viajama
Yayas de Viajama är en kommun i Dominikanska republiken.   Den ligger i provinsen Ázua, i den centrala delen av landet, 100 km väster om huvudstaden Santo Domingo. Antalet invånare i kommunen är cirka 17 600.
Terrängen runt Yayas de Viajama är varierad. Runt Yayas de Viajama är det ganska tätbefolkat, med 86 invånare per kvadratkilometer. Närmaste större samhälle är Sabana Yegua, 15,4 km nordväst om Yayas de Viajama. Omgivningarna runt Yayas de Viajama är en mosaik av jordbruksmark och naturlig växtlighet.